# تاریخچه سل

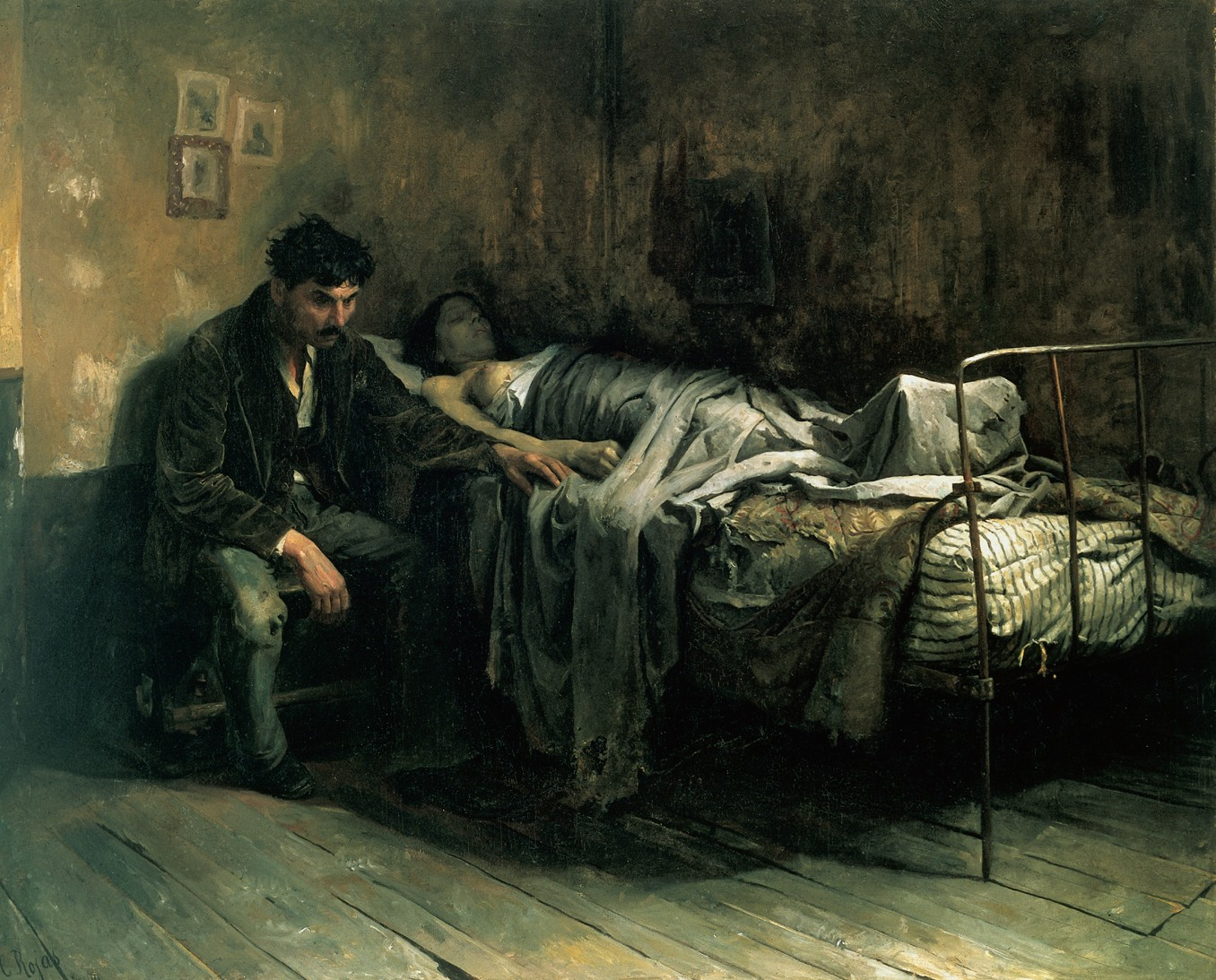
La Miseria اثر کریستوبال روخاس (۱۸۸۶). روخاس هنگام کشیدن این نقاشی به بیماری سل مبتلا بود. در اینجا او جنبه اجتماعی این بیماری و ارتباط آن با شرایط زندگی در پایان قرن نوزدهم را به تصویر می‌کشد.

تاریخچه سل، شامل منشأ، تکامل و گسترش سل در طول تاریخ بشر است، همچنین روند پیشرفت دانش پزشکی، روش‌های درمان و کنترل این بیماری کهن را نیز در بر می‌گیرد.
سل یک بیماری عفونی است که توسط مایکوباکتریوم توبرکلوزیس (MTBC) ایجاد می‌شود. در طول تاریخ، این بیماری با نام‌های مختلفی شناخته شده است، از جمله «تبِ دِق»، «فِتیز»، و «طاعون سفید». شواهد پالوپاتولوژیک (بیماری‌شناسی باستانی) نشان می‌دهند که سل دست‌کم از دوران نوسنگی (حدود ۱۰٬۰۰۰ تا ۱۱٬۰۰۰ سال پیش) در انسان‌ها وجود داشته است؛ همچنین زیست‌شناسی مولکولی، پیدایش این بیماری را بسیار قدیمی‌تر دانسته و از هم‌تکاملی آن با انسان‌ها خبر می‌دهند.
تحلیل‌های فیلوژنتیکی (تبارشناختی) نشان می‌دهند که بیماری سل در آفریقا منشأ گرفته و در طی ده‌ها هزار سال در کنار جمعیت‌های انسانی تکامل یافته است. این بیماری از طریق مهاجرت‌های انسانی در سراسر جهان گسترش یافته، خود را با جمعیت‌های مختلف انسانی تطبیق داده و در نهایت به چندین تبار متمایز با پراکندگی جغرافیایی متفاوت تکامل یافته است. گرچه سل هزاران سال است که بشر را درگیر کرده، اما در دوران صنعتی شدن به‌ویژه شایع شد؛ زیرا تراکم جمعیت در مناطق شهری، انتقال بیماری را تسهیل می‌کرد. در قرن نوزدهم، درک علمی از بیماری سل دگرگون شد؛ زمانی که روبرت کخ در سال ۱۸۸۲ باکتری سل را به‌عنوان عامل بیماری‌زا شناسایی کرد. پس از آن، در نیمه قرن بیستم، واکسن‌ها و درمان‌های آنتی‌بیوتیکی برای مقابله با سل توسعه یافتند.

## سل در تمدن اولیه
در سال ۲۰۰۸، شواهدی از ابتلای به بیماری سل در بقایای انسانی متعلق به دوران نوسنگی، با قدمتی حدود ۹۰۰۰ سال، در آتلِت یام (Atlit Yam) – سکونتگاهی در شرق مدیترانه – کشف شد. این یافته با روش‌های مورفولوژیک (ریخت‌شناسی) و مولکولی تأیید شد و تاکنون قدیمی‌ترین مدرک از ابتلای انسان به سل به‌شمار می‌رود.
شواهدی از ابتلای انسان به بیماری سل همچنین در گورستانی نزدیک شهر هایدلبرگ، در بقایای استخوانی مربوط به دوران نوسنگی یافت شده است؛ این بقایا نشانه‌هایی از نوعی خمیدگی ستون فقرات را نشان می‌دهند که معمولاً با سل ستون فقرات مرتبط است. برخی پژوهشگران، سل را نخستین بیماری شناخته‌شده در تاریخ بشر می‌دانند.
نشانه‌هایی از این بیماری همچنین در مومیایی‌های مصری مربوط به ۳۰۰۰ تا ۲۴۰۰ سال قبل از میلاد مسیح یافت شده است. قانع‌کننده‌ترین مورد در مومیایی کشیش نسپرهن یافت شد که توسط گربارت در سال ۱۸۸۱ کشف شد و شواهدی از سل ستون فقرات با آبسه‌های مشخص ماهیچه پسواس بزرگ را نشان می‌داد.  ویژگی‌های مشابهی در مومیایی‌های دیگری مانند مومیایی کشیش فیلوک و در سراسر گورستان‌های تبس کشف شد. به نظر می‌رسد که احتمالاً آخناتون و همسرش نفرتیتی هر دو بر اثر بیماری سل درگذشته‌اند، و شواهد نشان می‌دهد که بیمارستان‌های مخصوص سل در مصر از اوایل ۱۵۰۰ سال قبل از میلاد وجود داشته است. 